# Descriptor de despliegue
Un descriptor de despliegue (en inglés Deployment Descriptor) (DD) es un componente de aplicaciones J2EE que describe cómo se debe desplegar (o implantar) una aplicación web. Esto dirige una herramienta de despliegue (o publicación) para desplegar un módulo o aplicación con opciones de contenedor específicas y describe requisitos de configuración específicos que puede resolver un desplegador. 
En aplicaciones J2EE, XML se usa para la sintaxis del fichero descriptor de despliegue. Debe ser llamado web.xml, y debe ser colocado en un subdirectorio llamado WEB-INF, directamente debajo de la raíz de la aplicación web.
El término descriptor de despliegue también se usa como referencia general a un fichero de configuración para un artefacto que es desplegado en algún contenedor/motor (e.g. descriptor de despliegue de proceso para el BPEL-Engine ActiveBPEL).

## Ejemplo sencillo de un Descriptor de despliegue
```
<?xml version="1.0" encoding="UTF-8"?>

<web-app
 
version=
"3.0"
 
xmlns=
"http://java.sun.com/xml/ns/javaee"
 
xmlns:xsi=
"http://www.w3.org/2001/XMLSchema-instance"
 

 
xsi:schemaLocation=
"http://java.sun.com/xml/ns/javaee http://java.sun.com/xml/ns/javaee/web-app_3_0.xsd"
>

    
<servlet>

      
<servlet-name>
CalcuServlet
</servlet-name>

      
<servlet-class>
calculadora.CalcuServlet
</servlet-class>

    
</servlet>

    
<servlet-mapping>

      
<servlet-name>
CalcuServlet
</servlet-name>

      
<url-pattern>
CalcuServlet
</url-pattern>

    
</servlet-mapping>

    
<session-config>

      
<session-timeout>
30
</session-timeout>

    
</session-config>

</web-app>

```

- Datos: Q536570